# Lijst van weg- en veldkruisen in Roerdalen
Dit is een onvolledige lijst van weg- en veldkruisen in de gemeente Roerdalen. Onder kruisen wordt verstaan: alle weg-, veld- en hagelkruisen ed. De kruisen op kerkhoven of op gevels en daken van gebouwen zijn buiten beschouwing gelaten.
Bij enkele kruisen staat het huisnummer aangegeven van de woning die erbij ligt.
| Adres                              | Plaats           | Plaatsingsjaar | Soort kruis | Extra informatie | Foto |
| ---------------------------------- | ---------------- | -------------- | ----------- | --- | ---- |
| Doctor Biermansstraat-Hammerstraat | Herkenbosch      |                |             | |      |
| Grensweg-Herkenbosscherbaan        | Herkenbosch      |                |             | |      |
| Hoofdstraat-Steegstraat            | Herkenbosch      |                |             | |      |
| Meinweg 223 (naastgelegen)         | Herkenbosch      |                |             | |      |
| Melickerweg-Schaapsweg             | Herkenbosch      |                |             | |      |
| Muytertweg-Waterschei              | Herkenbosch      |                |             | Hammerhofkruis |      |
| Stationsweg (bij nr. 2)            | Herkenbosch      |                |             | |      |
| Doctor Nolenslaan / Clauslaan      | Melick           |                |             | |      |
| Gestraatje-Zandstraat              | Montfort         |                |             | |      |
| Gestraatje (bij nr. 65)            | Montfort         |                |             | |      |
| Hoogstraat-Vinkesteeg              | Montfort         |                |             | |      |
| Huysdijk                           | Montfort         |                |             | |      |
| Linnerweg-Oude Montforterweg       | Montfort         |                |             | |      |
| Markt (bij nr. 18)                 | Montfort         |                |             | |      |
| Vlootveestraat                     | Montfort         |                |             | |      |
| Zandstraat (bij nr. 2)             | Montfort         |                |             | |      |
| Bongersweg                         | Posterholt       |                |             | |      |
| Holsterweg (bij nr. 18)            | Posterholt       |                |             | |      |
| Holsterweg-Paalderweg              | Posterholt       |                |             | |      |
| Kloeteweg                          | Posterholt       |                |             | |      |
| Kluis (bij nr. 2)                  | Posterholt       |                |             | |      |
| Kluisweg-Kruisweg                  | Posterholt       |                |             | |      |
| Paalderweg                         | Posterholt       |                |             | |      |
| Winkelweg (bij nr. 30)             | Posterholt       |                |             | |      |
| Berkenallee (Linnerveld)           | Sint Odiliënberg |                |             | Stond vroeger elders op het Linnerveld, bevestigd aan een boom. Deze boom moest in 2008 wijken voor de aanleg van de A73-zuid |      |
| Gulikerweg (bij nr. 7)             | Sint Odiliënberg |                |             | |      |
| Hagelkruisweg-Hoosden              | Sint Odiliënberg |                |             | Lotharingenkruis |      |
| Hagelkruisweg-Odiliastraat         | Sint Odiliënberg |                |             | |      |
| Kerkplein (bij nr. 10)             | Sint Odiliënberg |                |             | |      |
| Leropperweg (bij nr. 6e)           | Sint Odiliënberg | 1917           |             | |      |
| Leropperweg-Wiedestraat            | Sint Odiliënberg |                |             | |      |
| Leropperweg-Linnerweg              | Sint Odiliënberg |                |             | |      |
| Moorselweg-Paalderweg              | Sint Odiliënberg |                |             | |      |
| Paalderweg-Paarloweg               | Sint Odiliënberg |                |             | |      |
| Paarloweg (bij nr. 4a)             | Sint Odiliënberg |                |             | |      |
| Roskam (bij nr. 6)                 | Sint Odiliënberg |                |             | |      |
| 't Sittert                         | Sint Odiliënberg |                |             | |      |
| Waarderweg                         | Sint Odiliënberg |                |             | |      |
| Bergerweg                          | Vlodrop          |                |             | Bij Hoeve Triest |      |
| Bergerweg-Kleine wal               | Vlodrop          |                |             | |      |
| Bergerweg-Randweg                  | Vlodrop          |                |             | |      |
| Brögelderweg-Etsberg               | Vlodrop          |                |             | |      |
| Effelderweg (bij nr. 1)            | Vlodrop          |                |             | |      |
| Grootestraat (bij nr. 30)          | Vlodrop          |                |             | |      |
| Holsterweg                         | Vlodrop          |                |             | |      |
| Kerkbergweg (bij nr. 2)            | Vlodrop          |                |             | |      |
| Klifsbergweg 22 bij (Tankstation)  | Vlodrop          |                |             | Staat op gemeentelijke monumentenlijst met opmerking "geen wegkruis gevonden"                                                 |      |
| Markt                              | Vlodrop          |                |             | |      |
| Provinciale weg                    | Sint Odiliënberg |                |             | |      |